# Hell's Bells
Hell's Bells è un romanzo di genere fantastico dello scrittore irlandese John Connolly, il secondo nel ciclo dedicato al personaggio ricorrente di Samuel Johnson, un ragazzino che vive nell'immaginaria cittadina di Biddlecombe, in Inghilterra.
Qui Samuel, con l'aiuto di alcuni amici, deve trovare il modo di tornare sulla Terra, dopo che un vendicativo demone lo ha trascinato all'Inferno.
Mentre nell'originale edizione inglese  il romanzo si intitola Hell's Bells (“Le campane dell'Inferno”), l'edizione statunitense  ha il titolo alternativo di The Infernals.

In Italia il romanzo è ancora inedito.

## Titolo
Le campane infernali cui fa cenno il titolo originale sono quelle che con il loro suono, verso la fine della narrazione, liberano il Grande Malevolo dalla follia in cui era precipitato.

Gli Infernals sono invece le varie creature demoniache che popolano l'Inferno, luogo nel quale si svolge la maggior parte dell'azione del romanzo.

## Incipit
The place generally referred to as Hell but also known variously ad Hades, the Kingdom of Fire, Old Nick’s Place, and assorted other names designed to indicate that this is not somewhere in which you might want to spend eternity, let alone a short vacation, was in a state of turmoil. Its ruler, its dark king, was unwell, and by ”unwell” I mean mad as a parade of March hares.»
Il luogo a cui generalmente ci riferiamo come Inferno, conosciuto altresì come Ade, Regno del Fuoco o il Posto del Vecchio Nick, assieme ad altri nomi assortiti volti a segnalare che questa non è una zona nella quale si dovrebbe voler passare l’eternità, ma al massimo una breve vacanza, si trovava in uno stato di grande confusione. Il suo dominatore, il suo oscuro signore, non stava bene, e con “non bene” intendo dire che era pazzo come una schiera di lepri marzoline »
((Poiché il romanzo è ancora inedito in Italia, questa traduzione va considerata provvisoria e non ufficiale))

## Trama
Sono passati quindici mesi dalla tentata invasione infernale della Terra, e a Biddlecombe la gente vuole solo dimenticare. Samuel è alle prese con i problemi dell'adolescenza, e si è innamorato di una ragazzina bellissima, Lucy; continua però ad essere perseguitato dalla signora Abernathy, della quale scorge riflessi in ogni specchio e in ogni vetrina: per questo Samuel e il suo fido bassotto Boswell hanno preso l'abitudine di passeggiare a testa bassa, così da evitare l'inquietante visione della loro arcinemica.
La signora Abernathy li tiene sotto controllo, in attesa di poter mettere in atto la propria vendetta; all'Inferno infatti la situazione è pessima: il Grande Malevolo, frustrato nel suo desiderio di trasferirsi sulla Terra, è sprofondato in una cupa follia e le sue grida risuonano ovunque. La signora Abernathy sconta il fallimento dell'impresa con la perdita del suo ruolo di braccio destro, ma non ha perduto la speranza di riscattarsi presso il Sommo Maestro.
Al CERN di Ginevra intanto gli scienziati sono elettrizzati per aver dimostrato l'esistenza di altri universi (per loro infatti l'Inferno non esiste) e decidono di rimettere in funzione l'acceleratore di particelle che già in precedenza aveva aperto il passaggio tra i mondi. È questa l'occasione che la signora Abernathy aspettava: convogliando l'energia dell'acceleratore, riapre il passaggio e trascina Samuel all'Inferno. Ne perde momentaneamente le tracce, dato che la geografia infernale è piuttosto complessa e variabile, ma subito si mette alla sua ricerca.
Non è la sola, però: il crudele Duca Abigor, un altro potente demone, vede nella situazione l'occasione giusta per prendere il posto del Grande Malevolo, e si mette a sua volta alla ricerca di Samuel, che nel frattempo vaga sperduto nelle regioni infernali in compagnia dell'immancabile Boswell.
Per fortuna del ragazzo, anche Nurd, il demone suo amico, ne ha avvertito la presenza e non tarda ad individuarlo. La signora Abenathy arriva a catturare Samuel, ma Nurd, con l'aiuto di altri eccentrici personaggi che da Biddlecombe sono stati trascinati all'Inferno contemporaneamente a Samuel (due poliziotti, un gelataio con il proprio camioncino, più quattro nani confusionari e ubriaconi) riesce a liberare l'amico.
Appena in tempo, perché mentre gli eserciti contrapposti del Duca Abigor e della signora Anbernathy si schierano ai piedi del Monte della Disperazione, pronti alla battaglia, le Campane dell'Inferno risvegliano il Grande Malevolo, e il Sommo Diavolo è tutt'altro che felice di scoprire ciò che sta accadendo.
Nel tentativo di spiegare al Maestro il proprio operato, la signora Abernathy riapre il passaggio tra i mondi: Samuel e gli altri vi si gettano dentro velocemente, e riescono a tornare sulla Terra, mentre la stessa signora Abernathy si disintegra in atomi che si sparpagliano per il Multiverso.
L'esperienza ha reso Samuel più maturo e consapevole: alla fine riuscirà persino a chiedere un appuntamento all'amata Lucy.
La minaccia demoniaca però non si è esaurita: all'Inferno il Grande Malevolo dà ordine di ricercare e di riassemblare gli atomi che componevano la signora Abernathy, per cui è certo che in futuro sorgeranno altri problemi.

### Particolarità narrativa
Come già era accaduto per il primo volume, anche questo romanzo è ricco di note a piè di pagina nelle quali l'autore offre ai lettori divertenti (ma rigorose) informazioni di carattere scientifico, storico, letterario ed etico.
Il consulente scientifico per il romanzo, ricordato dall'autore nella pagina dei Ringraziamenti, è stato il dottor Colm Stephens, direttore della School of Physics al Trinity College di Dublino.

## Personaggi
- Samuel Johnson. È cresciuto, dopo la sua prima avventura, ma ancora deve affrontare numerose difficoltà di carattere personale: i genitori sono divorziati, i compagni di scuola lo considerano strambo, la ragazzina della quale si è innamorato non si è mai accorta di lui. Come se non bastasse, la signora Abernathy vuole vendicarsi, e gli fa costantemente sentire la propria minacciosa presenza.
Samuel attraversa momenti di tristezza e di depressione, tuttavia è dotato di una salda forza interiore che, pur tra mille incertezze ed ostacoli di ogni tipo, lo mantiene naturalmente sulla strada più giusta.
- Boswell. È il cane bassotto di Samuel, malinconico e pessimista, ma molto intelligente.
Legatissimo al ragazzo, con il quale passa quasi tutto il suo tempo, non esita a seguirlo in tutte le sue pericolose avventure. Durante la forzata permanenza all'Inferno, il contatto affettivo con Boswell è l'unica cosa che inizialmente impedisce a Samuel di cedere al vuoto e allo sconforto.
- Il Grande Malevolo. È il Sommo Diavolo, il reggente supremo dell'Inferno, quello che in altra tradizione si chiama Satana.
- Mrs Abernaty. Evelyn Abernathy era una vicina di casa di Samuel, ma ora ne sopravvive solo l'apparenza esterna: di lei si è infatti impossessato il demone Ba'al, che ha però preferito mantenerne le sembianze, quelle di una donna bionda e affascinante, molto femminile e sempre ben vestita. L'interiorità è in ogni caso completamente demonica, e con i suoi comportamenti violenti e crudeli la signora Abernathy ne dà ampia prova.
- Nurd. Demone infernale di non alto rango, esiliato dal Grande Malevolo nella Terra Desolata, un luogo grigio, piatto ed estremamente noioso nel quale Nurd è stato scaraventato con l'unica compagnia del servo Wormwood (che nella precedente traduzione italiana veniva denominato Schifo). Grazie a lui si era richiuso il passaggio tra i mondi in occasione della tentata invasione infernale della Terra. Con Samuel ha stabilito un fortissimo, e ricambiato, legame di affetto e di amicizia. Alla fine di questa avventura si trova di nuovo nel nostro mondo, dove sarà libero di sfogare la sua passione per le auto e la velocità, diventando un crash-tester.
- Dozy, Angry, Jolly, Mumbles. Sono nani impegnati nel mondo dello spettacolo: con scarso successo, però, data la loro propensione a cacciarsi nei guai e a sbronzarsi con una birra pestilenziale, dagli imprevedibili effetti collaterali: la Spiggit's Old  Peculiar.
Esasperato dalle loro gesta – estreme ma in genere anche molto divertenti – il loro impresario Mr. Merriwheter li ha abbandonati; alla fine di questa avventura, ne troveranno uno nuovo.
- Sergente Rowan e Agente Peel. Sono poliziotti rispettosi della legge e molto ligi al loro dovere, ma non ottusi: ritrovatisi improvvisamente all'Inferno – territorio nel quale ovviamente non hanno giurisdizione – mantengono lo stesso un comportamento austero e più che corretto, però dimostrano anche di sapersi adattare alle circostanze.
Entrambi erano presenti a Biddlecombe in occasione della tentata invasione demoniaca, e riguardo ai demoni sanno tutto ciò che c'è da sapere.
- Dan il gelataio. È un uomo tranquillo e poco loquace; un tempo, prima di reinventarsi come  gelataio,  faceva il becchino. La sua caratteristica principale è un incrollabile ottimismo: cosa che probabilmente gli riuscirà molto utile dato che, dopo l'epilogo della storia, diventa il nuovo impresario dei nani.

## Cronologia
La vicenda narrata nel romanzo si svolge circa quindici mesi dopo quella narrata ne Le porte dell'Inferno si sono aperte.
L'azione dura alcuni giorni all'Inferno, corrispondenti però a sole tre ore sulla Terra.

## Edizioni

### Edizione originale
- John Connolly, Hell's Bells: Samuel Johnnson vs The Devil, Hodder & Stougthon, London, 2011

### Altre edizioni
- John Connolly, Hell's Bells: Samuel Johnson vs The Devil (paperback edition), Hodder & Stoughton, 2011
- John Connolly, The Infernals: a Samuel Johnson Tale, Atria Books, New York, 2011 – ISBN 978-1-4516-4308-4
- John Connolly, The Infernals (paperback edition), Atria Books / Emily Brestler Book, 2012 – ISBN 978-1-4516-4309-1

### Edizioni audio
- John Connolly, The Infernals. Formato: CD. Lingua: inglese; versione integrale; lettore: Tim Gerard Reynolds, Record Books, 2011
- John Connolly, The Infernals. A Novel (Audible Audio Edition). Lingua: inglese; versione integrale; lettore: Tim Gerard Reynolds, Simon & Schuster Audio, 2011
- John Connolly, Hell's Bells: Samuel Johnnson vs The Devil, Round II. Formato: audio download. Lingua: inglese; versione integrale; lettore: Nick Rawlinson. Hodder & Stoughton, 2012

### Edizioni multimediali
- John Connolly, Hell's Bells. Formato: Kindle Edition, Hodder Ed., 2011
- John Connolly, The Infernals. Formato: Kindle Edition, Atria Books, 2011
- John Connolly, The Infernals. Formato: e-book, Atria Books, 2011 – ISBN 978-1-4516-4310-7